# Novogyevicsij-kolostor
A Novogyevicsij-kolostor Moszkva centrumának délnyugati részén, a Moszkva folyó kanyarulatában fekszik. A 16–17. századi orosz építőművészet kiemelkedő, jó állapotban fennmaradt remeke, a Kreml után az orosz főváros egyik leghíresebb műemléke. Az épületegyüttest 2004-ben felvették az UNESCO világörökség listájára.

## Történelem
A kolostort III. Vaszilij moszkvai nagyfejedelem alapította 1524-ben, Szmolenszk város 10 évvel korábbi visszafoglalásának emlékére. A kolostor-erőd olyan helyen épült, ahonnan ellenőrzés alatt tarthatták a folyó fontos átkelőhelyeit. 1571-ben a krími tatárok Moszkvával együtt feldúlták, faépítményeit felégették. 20 évvel későbbi újabb támadásukat már sikeresen visszaverték. Borisz Godunov a kolostor területén „fogadta el" a számára felajánlott cári koronát. Uralkodása idején (1598–1605) a fából készült védőfalat bástyákkal megerősített téglafallal váltották fel.
Moszkva lengyel megszállásakor és a felszabadító harcokban (1611–1612) az épületeket komoly károsodás érte, a fal is romokban állt. A helyreállítás után a kolostor hadászati szerepét elvesztette. 1812-ben falai között egy hónapon át francia csapatok állomásoztak. Távozásukkor a hagyomány szerint szerzetesnők akadályozták meg – a már égő gyújtózsinórok eloltásával – az épületek felrobbantását.
A Novogyevicsij sokáig szinte a cárok udvari kolostorának számított és nagyon gazdag volt. A cári és a leggazdagabb bojár családok nőtagjai gyakran ide vonultak vissza szerzetesnőnek – vagy ide zárták őket –, ilyenkor kincseiket, földbirtokaikat a kolostornak adományozták. IV. Iván orosz cár több nőrokona, Borisz Godunov húga, Irina Godunova cárné, I. Péter két testvére és első felesége is itt fejezte be életét. I. Péter ide záratta féltestvérét, az országot mindaddig régensként kormányzó Szofja Alekszejevnát (1682–1689).
Akkorra a kolostor szerte az országban már 165 000 ha földbirtokkal és jobbágyok ezreivel rendelkezett. A cári udvar Szentpétervárra költözése után azonban a kolostor befolyása csökkent, majd az egyházi javak szekularizációját követően, a 18. század utolsó évtizedeitől, egyszerű büntetőhellyé vált. 1866-ig többnyire parasztasszonyokat küldtek ide vétkeikért vezekelni (Oroszországban addig nem voltak nők számára börtönök). 1875-ben leányneveldét nyitottak, amely 1917 februárjáig állt fenn. A szovjet időszak alatt, 1922-ben a kolostort felszámolták, területén később múzeum létesült, 1934-ben az orosz Állami Történeti Múzeum része lett, 1994 óta ismét női kolostorként is működik.

## Az épületegyüttes

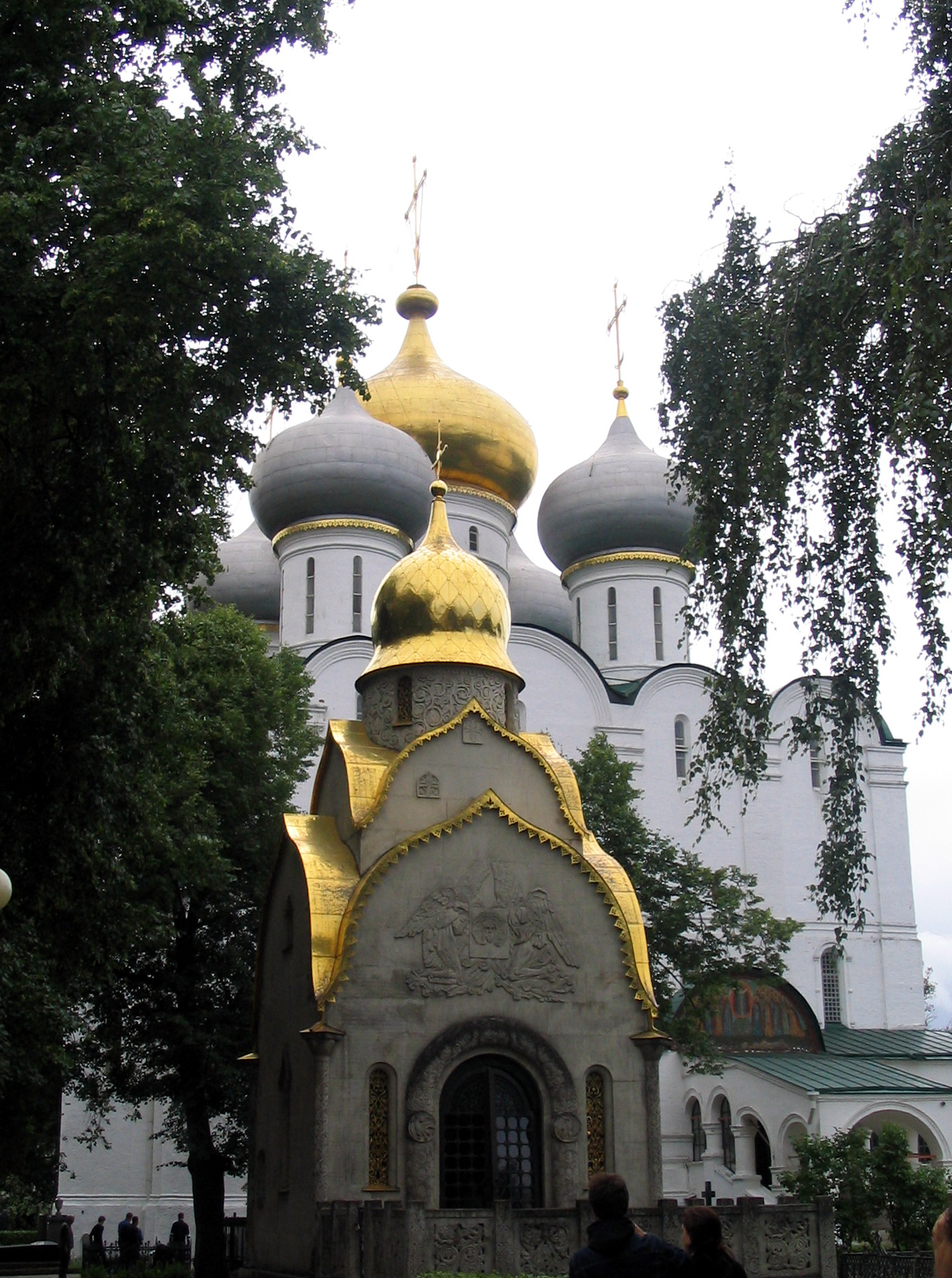
A Novogyevicsij-kolostor, háttérben a Szmolenszkij-székesegyház

- A kolostor központi épülete és legkorábbi műemléke a Szmolenszkij-székesegyház. Az öt hagymakupolás, monumentális székesegyház építése az alapításkor, 1524-ben kezdődött és a moszkvai Kreml templomainak mintájára készült. Mérete és külső megjelenése az ottani Uszpenszkij-székesegyházzal, belső tereinek kialakítása az Arhangelszkij-székesegyházzal mutat rokonságot. Külső falain alig van díszítés, a tiszta és egyszerű szerkezet szabadon érvényesül, az egész építmény kissé archaikusan hat. Belső falain épségben megmaradtak a 16. századi freskók: nagy részük a század első harmadából való és Gyionyiszij, a Ferapontov-kolostor híres ikonfestőjének hatását mutatják; kisebb részük a század utolsó éveiben készült. A 12 m magas ikonosztáz (1683–1686) a kor neves orosz mestereinek alkotása.

- Amvroszievszkaja-templom a refektóriummal: ezt a jóval kisebb templomot a 16. század közepén IV. Iván cár építtette, a 17. század elején, majd végén is, Szofja Alekszejevna kormányzásakor nagymértékben átalakították. A mellette lévő épület Borisz Godunov nővérének lakóhelyéül szolgált.

- Uszpenszkaja-templom a refektóriummal: az emeletes templomépületet szintén Szofja régensnő idejében és adományaiból, 1685–1687 között emelték, akinek a kolostor akkoriban egyik kedvenc tartózkodási helye volt. (Nem sejthette, hogy később életfogytiglani börtöne is lesz.) A kb. 400 m²-es refektórium (ebédlő) a maga korában valóságos építészeti csodának számított, mivel nem voltak benne támasztóoszlopok.

- Harangtorony (1690): helyén a 16. század közepe óta kisebb fatemplom állt, melyet később lebontottak. A 72 m magas harangtorony a Kreml-beli Nagy Iván toronyhoz hasonlít, annál valamivel alacsonyabb, de jóval gazdagabban díszített. A hat, felfelé egyre keskenyebb szintből álló torony az ún. moszkvai barokk (más néven: nariskini barokk) egyik legszebb példája.

- Falak, kapuk: A kolostort körülvevő 3 m vastag falat és a bástyákat Borisz Godunov idejében emelték. A négy kerek sarokbástyán kívül további nyolc négyszögletű bástyát képeztek ki. A komor, nehézkes falakat Szofja kormányzása alatt átépítették, a Kreml falaihoz hasonló dekoratív elemekkel, például „fecskefarkú” kőcsipkékkel látták el, a bástyák nyílásait és a kapukat kiszélesítették. Ekkor készült a két kapuzat feletti templom is, ugyancsak "moszkvai barokk" stílusban: a Kreml irányába néző északi bejárat felett a nagyobb és díszesebb Preobrazsenszkaja-templom és a déli, valamivel szerényebb Pokrovszkaja-templom. Ez utóbbi bejáratot használták az egyszerű emberek, az ide zarándokló hívők, valamint a szállítókocsik.

## A temető
A kolostor területe a 16. század óta temetkezési hely, cári és híres arisztokrata családok, kiemelkedő egyházi és katonai vezetők nyughelye. A 20. század elején a kolostorfalon túl különálló temetőt nyitottak Novogyevicsi temető néven, ahol a művészet, a tudomány, a politika számos ismert képviselőjét temették el, sokuk síremléke ma is látható.

## Napjainkban
A kolostor épületeinek egy részében a női kolostor működik, az istentiszteletek helye az Uszpenszkaja-templom. A többi épület – köztük a Szmolenszkij-székesegyház – múzeum, ahol számos értékes ikont, szőttest, ötvösművészeti és kisplasztikai remeket őriznek. 2004-ben a kolostor egykori lakóinak életét, tárgyait, művészi munkáit bemutató új állandó kiállítás nyílt.